# Yusuf Kadel

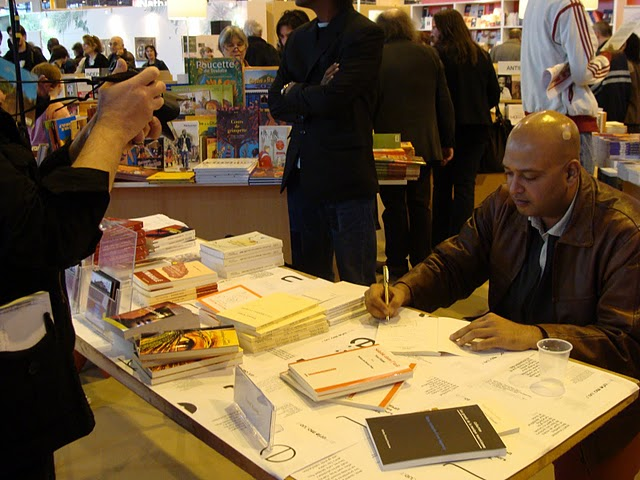
Salon du Livre de Paris, 2010

Yusuf Kadel (Beau Bassin-Rose Hill, 5 de diciembre de 1970) es un escritor de Mauricio.

## Biografía
Tras estudiar en el colegio Saint-Esprit, en Quatre-Bornes, se mudó a París en 1989 donde estudió administración económica y social en la Universidad de París I.
Ganó el Premio Jean Fanchette (1994) por Un septembre noir.

## Obra
- Un septembre noir, 1998
- Surenchairs , 1999
- Soluble dans l’œil, 2010
- Minuit, 2013
- Anthologie de la poésie mauricienne contemporaine d’expression française, 2014
- Soluble in the eye: excerpts, 2019